# Turismo nos Países Baixos
´

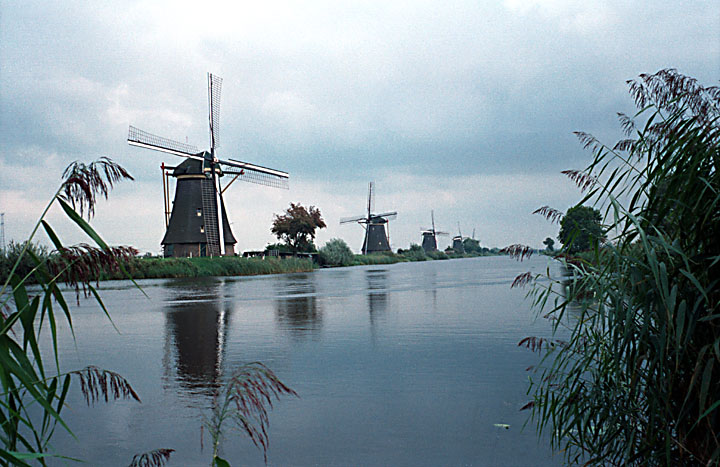
Moinhos em Kinderdijk

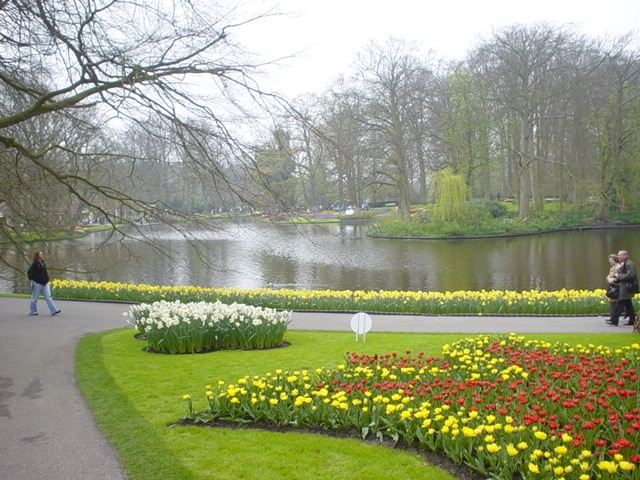
Jardim de flores Keukenhof

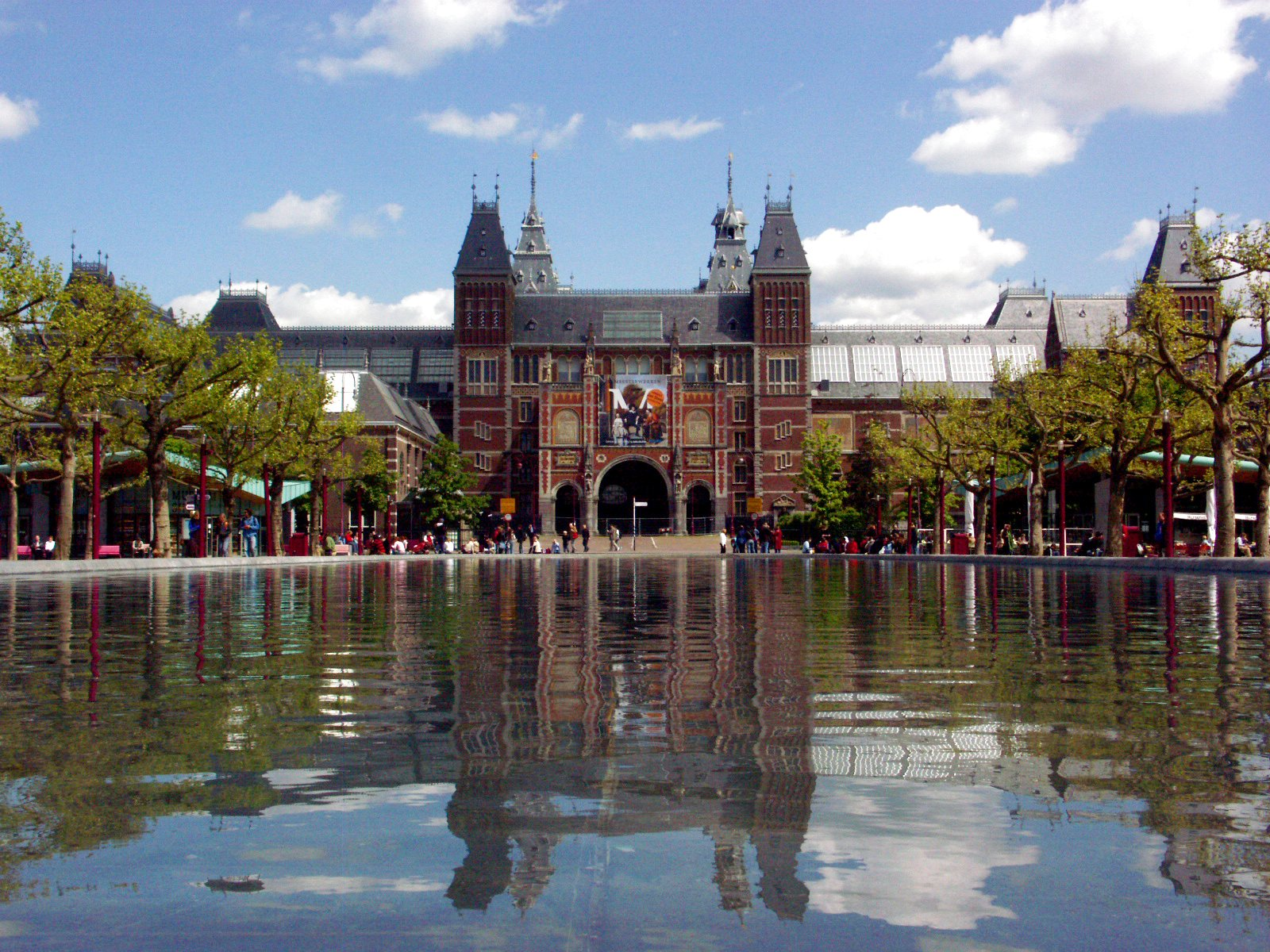
O Rijksmuseum, visto do
Museumplein

Turismo é um importante setor econômico nos Países Baixos. O país recebe anualmente em torno de 10 milhões de turistas, vindos principalmente da Alemanha, do Reino Unido, dos Estados Unidos da América e da Bélgica.
Os Países Baixos são um país densamente populado com cidades famosas como Amsterdã(o) conhecida pelos seus vários canais, a zona de meretrício (De Wallen) e seus coffee shops. Amsterdã(o) é também uma cidade culturamente e históricamente rica com atrações populares como o Museu Van Gogh, o Rijksmuseum (o museu nacional), o Museu Casa de Rembrandt e a Casa de Anne Frank.
Outros destinos turísticos nos Países Baixos são cidades como Haia, sede do governo e da monarquia, com seu elegante interior, praias e a cidade em miniatura Madurodam; Roterdã(o) com sua moderna arquite(c)tura, porto e comércio; e Delft e Utrecht - antigas cidades de rico comércio. No sul do país se encontra uma das mais antigas cidades, Maastricht e uma antiga vila chamada Valkenburg com seus antigos castelos e relevos formando uma paisagem romântica.
Muitos turistas querendo encontrar os ícones típicamente neerlandeses como tulipas e os moinhos de vento visitam o jardim de flores Keukenhof, os moinhos de vento de Zaanse Schans e Kinderdijk, as tradicionais vilas de pescadores Volendam e Marken e as feiras de queijos em Alkmaar e Gouda. Recordações populares dos Países Baixos são bolbo de flores, cerâmica de Delft e tamancos  (de madeira).
Os Países Baixos oferecem uma grande costa ao longo do Mar do Norte, da IJsselmeer e do Mar Frísio - onde é possível velejar por pitorescas pequenas cidades como Elburg ou Harderwijk. Os Países Baixos oferecem boas opções para o ciclismo, o iatismo e a patinação no gelo no inverno.